# Magí Sivillà i Magoles
Magí Sivillà i Magoles, escrit també Magí Sevilla (Santa Coloma de Queralt, 26 d'octubre de 1597 - París, 1656 o 1657) va ser un historiador català, doctor en teologia i cronista.
Cursà la carrera eclesiàstica, convertint-se en prevere, i es doctorà en teologia i beneficiat de la parròquia de Santa Coloma. Durant la Guerra dels Segadors del 1640, prengué partit pel bàndol catalanofrancès. El 1642 fou enviat a París com a tutor dels fills del governador de Catalunya Josep de Margarit i de Biure, el qual, com altres dirigents del Principat, envià els seus fills a la capital francesa com a garantia de la fidelitat catalana als reis de França, on hi restà fins a la seva mort. El 1643, realitza gestions amb èxit per tal que Lluís XIV de França assumeixi la sobirania del comtat de Santa Coloma.
Tot i no abandonar París, Sivillà fou abat electe de Besalú, Banyoles i Sant Martí del Canigó. Des del 1648, efectuà diverses gestions servint les institucions catalanes, actuant com a agent de la Generalitat i del Consell de Cent de Barcelona. Escriví una crònica de gran interès dels fets esdevinguts a Catalunya del 1600 al 1649.

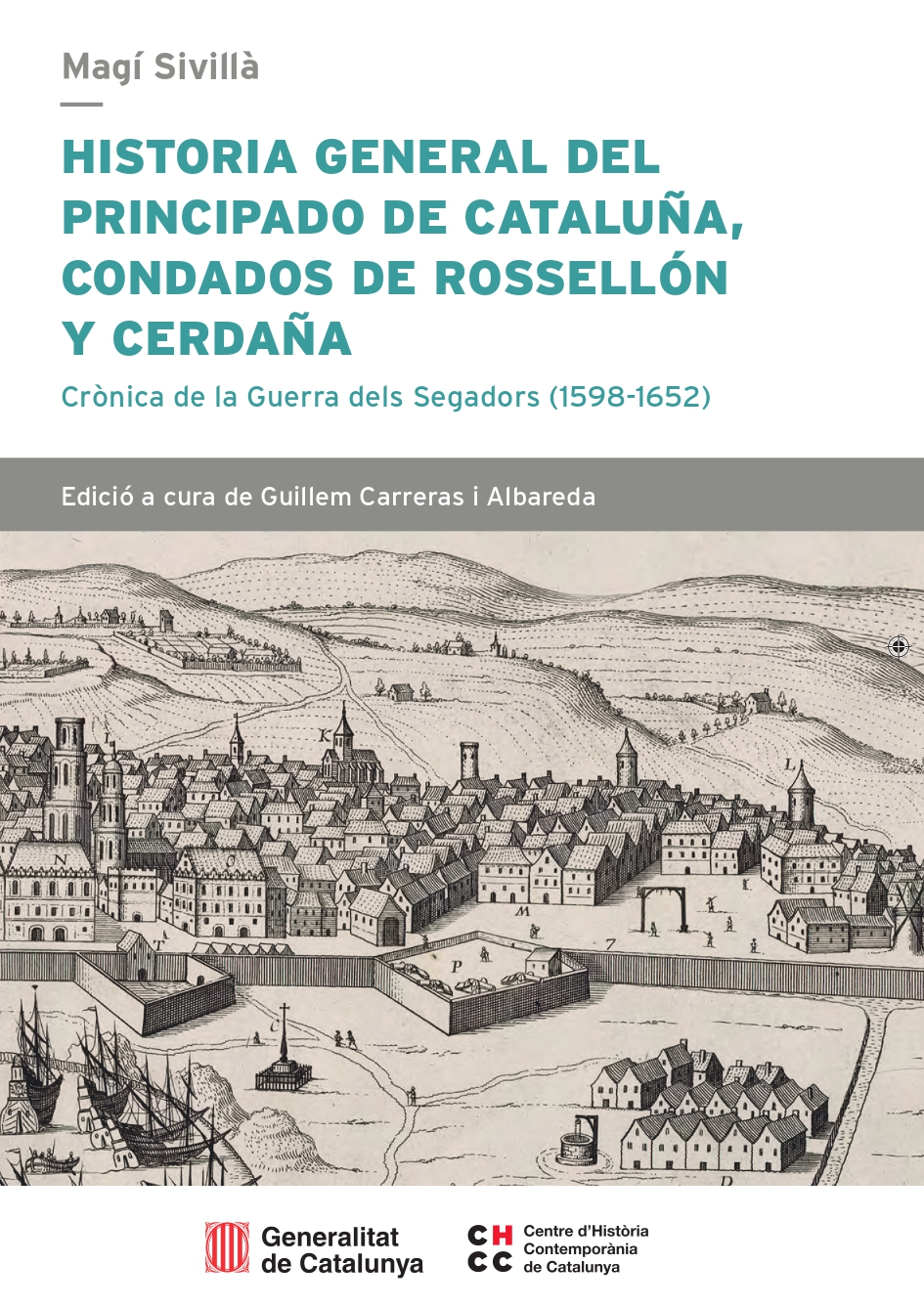
Historia general del Principado de Cataluña, condados de Rossellón y Cerdaña

## Estructura i contingut de la crònica de Magí Sivillà
El manuscrit es divideix en tres volums, conformats per 14 llibres i 1.655 pàgines, que es divideixen de la manera següent.

### Manual 1 (1598-1640). 496 pàgines.
Sivillà repassa les causes estructurals que expliquen l'enfrontament entre la corona espanyola i el poble català. Posa un èmfasi especial en el fracàs de les visites reials de Felip IV a Catalunya, les ambicioses polítiques del comte duc d’Olivares per convertir-lo en el monarca més poderós del món, i la sensació de greuge que sentien els catalans davant els tributs i els allotjaments imposats per la cort catòlica. També es descriuen les lluites de poder entre l’aristocràcia catalana, així com els enfrontaments entre els diputats Claris i Tamarit contra el comte de Santa Coloma. De les gairebé cinc-centes pàgines d’aquest volum, es dediquen les últimes tres-centes a la descripció dels fets esdevinguts l’any 1640. Els episodis més destacats que es narren en el primer volum són:
- Corts Generals de 1599 (1599)
- Conflictes entre cristians i moriscos. Expulsió dels moriscos (1600-1609)
- Avisos de Felip III a la seva filla Anna d’Àustria (1615)
- Gran diluvi de l’any 1617 (1617)
- Mort de Felip III i coronació de Felip IV (1621)
- Ascens del comte duc d’Olivares i objectius que té respecte a Felipe IV
- Fracàs de les Corts Generals a Barcelona (1626)
- Enemistat del comte de Santa Coloma amb els Cardona i Claris (1626)
- Nou fracàs de les Corts Generals i polèmica de la cobertura dels consellers (1632)
- Declaració de guerra entre França i Espanya (1635)
- Lleves de catalans pel setge de Leucata (1637)
- Victòria espanyola al setge de Salses. Tibantors entre soldats i paisans (1639)
- Pressions d’Olivares al comte de Santa Coloma per afegir més lleves (1640)
- Revolta dels segadors i assassinat del comte de Santa Coloma
- Contacte de les autoritats catalanes amb les franceses
- Relacions de les autoritats catalanes amb Portugal
- Junta d’Aragó i Braços Generals per debatre la idoneïtat de la guerra
- Gestions del Principat per trobar auxilis francesos
- Traïció del d’Espenan a Tarragona
- Victòries catòliques fins a arribar a Martorell

### Manual 2 (1641-1644). 559 pàgines.
El segon volum és protagonitzat per l’acció de dues grans personalitats militars: Josep de Margarit i el mariscal La Mothe. En les seves pàgines, es comença a veure nítidament l'estil característic de la crònica: combinar la descripció dels enfrontaments bèl·lics i els moviments diplomàtics. Aquests últims en dues esferes bàsiques: l'enfrontament entre els dos partits de Catalunya (els procastellans versus els profrancesos) i el joc d’ofertes i contraofertes que es realitza al congrés de Münster. Uns quants dels fets narrats en aquestes pàgines són:
- Batalla de Montjuïc i retirada desordenada dels castellans (1641)
- Vassallatge del Principat amb França i acords amb Portugal
- Conspiració catòlica a Lleida
- Entrada del príncep de Condé al Rosselló i rendició d’Elna
- Marxa reial de Lluís XIII (1642)
- Jurament del de Brézé com a virrei
- Entrega de Cotlliure a les tropes cristianes
- Marxa reial de Felip IV
- Nomenament de La Mothe com a virrei
- Victòria cristiana a Perpinyà
- Relacions del comte duc d’Olivares amb Felip IV, la cort i els paisans.
- Mort de Lluís XIII (1643)
- Pèrdua i recuperació cristiana de la Vall d’Aran
- Victòria catòlica a Montsó
- Nomenament de Fontanella com a ambaixador a Münster
- Memorials dels ambaixadors catalans i respostes
- Publicació del Perdó General de Felip IV i rèplica cristiana (1644)
- Arribada del president de Marca a Barcelona
- Victòria de les tropes catòliques a Lleida
- Desenvolupament de converses de Münster
- Tensions entre els consistoris i el virrei La Mothe
- Mort de la reina espanyola
- Tracte del governador Margarit als sospitosos de pertànyer al bàndol catòlic

### Manual 3 (1645-1649). 600 pàgines.
La guerra avança. La misèria dels dos bàndols cada cop és més accentuada. Sivillà, que durant aquest període comença a actuar com a agent dels consistoris a la cort francesa, obre la perspectiva del focus. Analitza la guerra en el context del gran xoc entre monarques que s'està produint a Europa. L’obra guanya caràcter geopolític. S'analitzen les possibilitats d’una Pau General, els enfrontaments a Nàpols i Sicília, la relació de la cort catòlica amb les seves colònies, les revoltes de la Fronda a París, la sentència de mort del rei Carles I d’Anglaterra... En cap moment, tanmateix, Sivillà abandona el leitmotiv central de l’obra: la descripció de la Guerra de Separació. També es posa èmfasi en la inestabilitat dels comandaments catalans, fruit dels continus canvis de virrei i els períodes d’interregne, així com als continus intents, per part de la cort catòlica, de subornar el governador Margarit. Aquestes són unes quantes de les temàtiques tractades:
- Presó de La Mothe (1645)
- Victòria cristiana de Roses
- Batalles de Balaguer i Montblanc
- Presó de Cantelmo
- Aclamació del comte d’Harcourt com a nou virrei
- Entrada del de Leganés a Catalunya. Expugnacions de Ponts i Arbeca (1646)
- Intents d’arribar a la pau de Felip IV mitjançant el setge de Barcelona
- Mort del príncep de Condé
- Conclusió del matrimoni del rei catòlic i la infanta imperial (1647)
- Raons i possibilitats del Tractat de Pau
- Discussions de Felip IV amb els seus ministres
- Biografia del cardenal virrei de Santa Cecília, i breu passat de govern
- Jurament de Schomberg com a virrei (1648)
- Causes de les revoltes a París
- Setge i victòria cristiana de Tortosa
- Clamor a favor de La Mothe
- Sentència de mort de Carles I d’Anglaterra i reaccions de la cort francesa (1649)
- Intents de suborn de Josep de Margarit
- Accident de la reina espanyola a Barcelona
- Entrada de Garay a Catalunya
- Patents del de Mercoeur per a virrei

## Repercussió de la crònica de Magí Sivillà
Sivillà va concebre la redacció d'una història del seu país com a justificació al sollevament contra Felip IV, seguint la tònica de les publicacions del seu temps, memòries dels serveis prestats pels lleials catalans al seu sobirà. Així, a partir del 1645 inicià la redacció de la Historia general del Principado de Cataluña, condados de Rossellón y Cerdaña, que es conserva a la Biblioteca Nacional Francesa de París. A la Biblioteca de la Universitat de Barcelona se'n conserva una còpia feta per Pere Serra i Postius. Sivillà s'inspirà en l'obra del portuguès Francisco Manuel de Melo Historia de los movimientos de Separación de Cataluña (1645), i fins i tot en copià literalment alguns fragments, com els falsos discursos de Pau Duran i Pau Claris, pronunciats a la Junta General de Braços del 1640, i que Josep Sanabre i Sanromà, en l'obra Parlaments de Pau Claris i de Pau Duran (1968), donà com a autèntics, perquè els trobà als manuscrits parisencs de Magí Sivillà.
Sivillà va recollir moltes informacions i documents de primera mà de gran interès gràcies als seus contactes a París. La crònica, escrita en castellà, conté nombrosos catalanismes i gal·licismes. Sivillà va morir el 1657 sense poder acabar-la; el seu llarg text va ser publicat el desembre de 2019 pel Centre d'Història Contemporània de Catalunya. Prèviament, Celestino Pujol i Camps en publicà alguns petits fragments als apèndixs de la versió castellana de la crònica de Parets editada al Memorial Histórico Español (1888-93).